# 쑨원 난양기념관

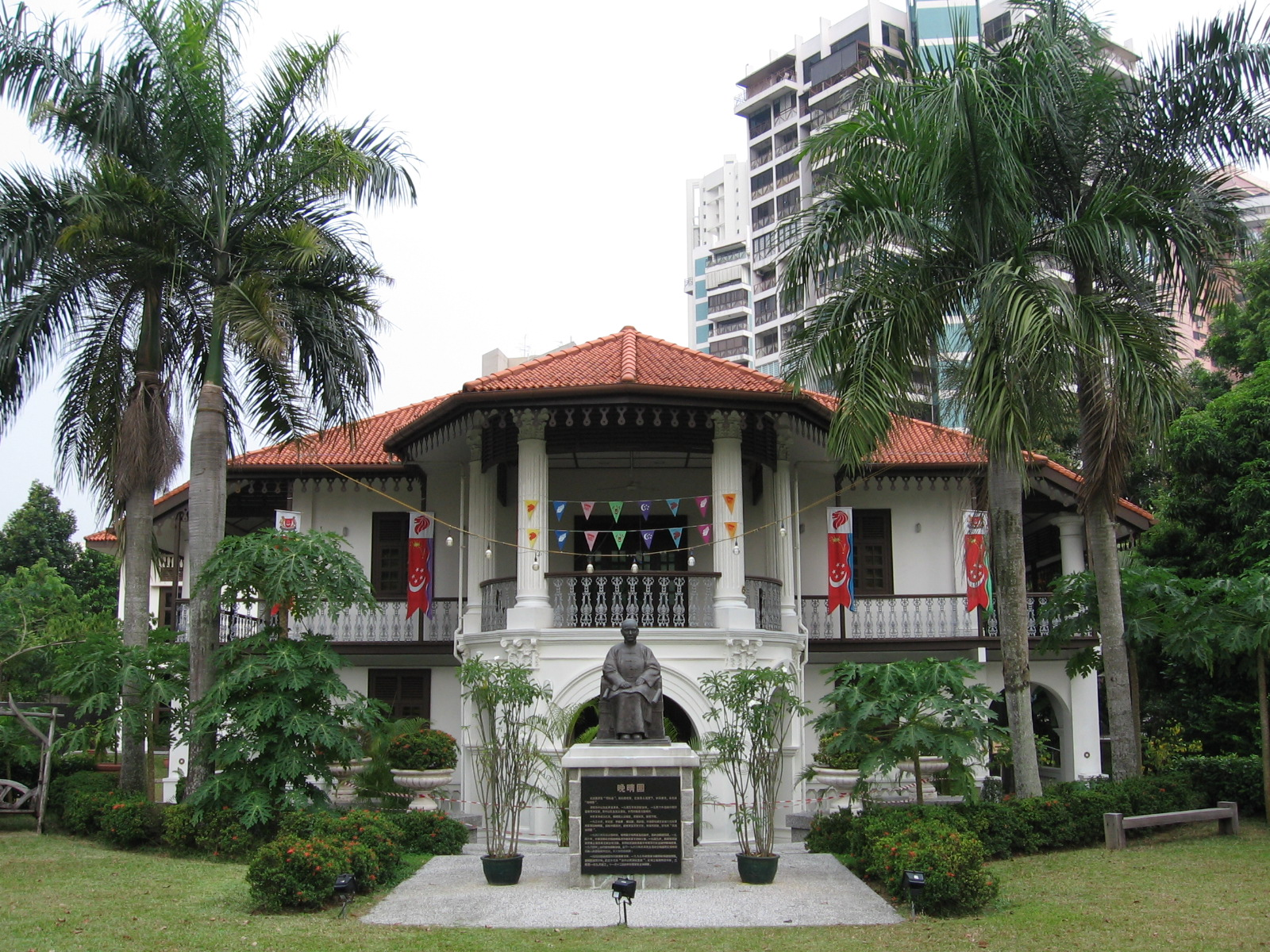
손중산남양기념관

쑨원 난양기념관(孫中山南洋紀念館, Sun Yat Sen Nanyang Memorial Hall)은 싱가포르 발레스티어에 있는 식민지 양식 2층 빌라다. 해당 건물은 1900년부터 1911년까지 싱가포르를 9번 방문한 쑨원을 기리는 박물관이다. 본 건물 넓이는 약 3,120m2고 중국동맹회 남양지부가 있던 곳이다.

## 같이 보기
- 중산릉
- 손문기념관
- 중산기념공원